# François-Xavier Houlet

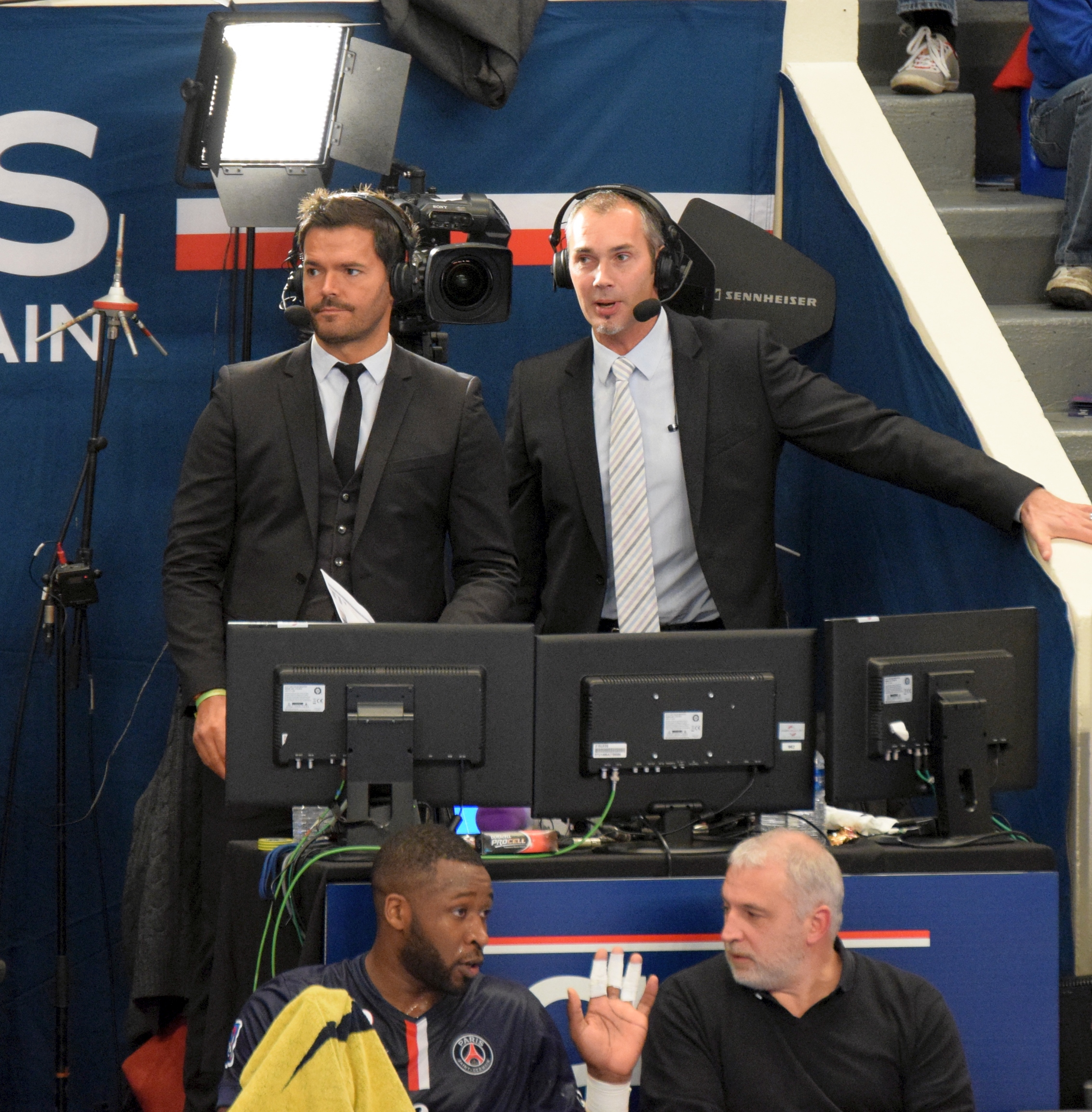
François-Xavier Houlet aux commentaires pour BeIn Sports avec Thomas Villechaize, le 9 novembre 2014.

François-Xavier Houlet, né le 8 juillet 1969 à Paris, est un ancien handballeur international français évoluant au poste de demi-centre. Il est consultant pour la chaîne beIN Sports depuis 2014.

## Biographie
Formé à la Stella Saint-Maur, François-Xavier Houlet rejoint l'US Créteil en 1986 où il commence sa carrière au haut niveau sous la houlette de Sead Hasanefendić et Thierry Anti  où il réalise en 1989 un doublé Championnat-coupe de France et atteint la finale de la coupe d’Europe des vainqueurs de coupe. En 1989, il se blesse au bras droit avec l'équipe de France Espoirs à Funchal lors d'un match de qualification face au Danemark en vue du championnat du monde. On lui diagnostique une luxation à l'épaule puis une tendinite chronique traité par arthroscopie. Mais il attrape un staphylocoque doré et blanc : le bras entier s'infecte et un professeur lui propose alors soit l'amputation, soit une atrophie, un bras ballant, inerte. Finalement, il parvient à sauver l'outil de travail de ce handballeur à l'avenir prometteur.
Sélectionné pour la première fois en Équipe de France en juin 1993 contre l'Espagne, il remporte la médaille d'argent des Jeux méditerranéens de 1993 mais est écarté du groupe qui décrocha le premier titre de champion du monde en 1995, subissant la concurrence au poste de demi-centre de Jackson Richardson et de Denis Lathoud. Entre 1990 et 1996, il change six fois de club, subissant notamment les difficultés financières du Vénissieux handball qu'il doit quitter en janvier 1993. Il remporte néanmoins un second titre de champion de France avec le Montpellier Handball en 1995 et une seconde coupe de France avec Créteil en 1997.
En 1997, il rejoint l'Allemagne et le TV Niederwürzbach mais entre en concurrence avec le Suédois Stefan Lövgren, l'Allemand Markus Baur et le Yougoslave Nedeljko Jovanović. Le club rencontre des difficultés financières et dépose finalement le bilan en 1999. Au cours des deux saisons passées dans le club, il rencontre des difficultés au point même de songer à arrêter le handball. Il prend finalement en 1999 la direction du VfL Gummersbach où, après une saison, il devient le premier capitaine français en Bundesliga. Il le restera pendant 6 ans. Il évolue dans le club de la banlieue de Cologne pendant huit ans et retrouve l'entraîneur de ses débuts à Créteil, Sead Hasanefendić. Il fait même son retour en Équipe de France en 2003, remportant la médaille de bronze au Championnat du monde 2003 et portant son bilan à un total de 181 buts en 64 sélections,.
Dès 2003, on parle de plus en plus de lui comme futur manager-entraîneur du VfL Gummersbach et en effet, après avoir terminé sa carrière à Gummersbach en 2007, il occupe dans ce même club le poste de directeur sportif puis devient manager général du club jusqu’en 2010, avant de devenir agent de joueurs, chroniqueur en presse magazine et consultant TV pour la chaîne Canal+ puis pour beIn Sports à la création de chaîne en 2012.

## Palmarès

### En club
Compétitions continentales
- Finaliste de la coupe d’Europe des vainqueurs de coupe (1) : 1989
- Finaliste de la Supercoupe d'Europe (1) : 2006

Compétitions nationales
- Vainqueur du Championnat de France (2) : 1989 et 1995
- Vainqueur de la coupe de France (2) : 1989, 1997
- Finaliste de la coupe d'Allemagne (1) : 1998
- Championnat d'Allemagne : 3e en 2006, 4e en 2007, 5e en 1998 et 2005

### Sélection nationale
- Début en sélection nationale en juin 1993 contre l'Espagne : 64 sélections - 181 buts
- Médaillé d'argent des Jeux méditerranéens de 1993 de Languedoc-Roussillon,  France
- Médaille d'or aux Goodwill Games de 1994 à Saint-Pétersbourg en  Russie
- 6e du Championnat d'Europe 1994 au  Portugal
- Médaille de bronze au Championnat du monde 2003 au  Portugal

## Autre
Il est le parrain du club de Handball de Douvres la Délivrande. Son parrainage a eu lieu le 15 décembre 2012.
Il est également le co-auteur de plusieurs livres sur le handball : 
- François-Xavier Houlet, Christophe Lassaut, Stéphane Pillaud, Le triplé historique des Experts : 2008 Jeux olympiques, 2009 Championnat du monde, 2010 Championnat d'Europe, 5 avril 2010 (ISBN 2746619652)
- François-Xavier Houlet, Christophe Lassaut, Thierry Omeyer : La biographie sportive du plus grand gardien de but de tous les temps ! », 16 mai 2013, 180 p. (ISBN 2954431504)
- François-Xavier Houlet, Christophe Lassaut, Le 2e triplé des Experts : Le deuxième triplé Mondial 2011, J.O. 2012 et Euro 2014 en images et témoignages, 15 juin 2014 (ISBN 2954431512)